# Lõilasmäe järv
Lõilasmäe järv är en sjö i Estland.   Den ligger i landskapet Harjumaa, i den centrala delen av landet, 24 km sydost om huvudstaden Tallinn. Lõilasmäe järv ligger 45 meter över havet. Arean är 0,13 kvadratkilometer.  Omgivningarna runt Lõilasmäe järv är en mosaik av jordbruksmark och naturlig växtlighet. Den sträcker sig 0,6 kilometer i nord-sydlig riktning, och 0,7 kilometer i öst-västlig riktning.